# Harrisoniascincus zia
Harrisoniascincus zia là một loài thằn lằn trong họ Scincidae. Loài này được Ingram & Ehmann mô tả khoa học đầu tiên năm 1981.